# 히라마 나오미치
히라마 나오미치(일본어: 平間 直道, 1987년 7월 6일 ~ )는 일본의 전 축구 선수이다.

## 구단 경력
과거 YSCC 요코하마에서 활동하였다.